# Starley Hope

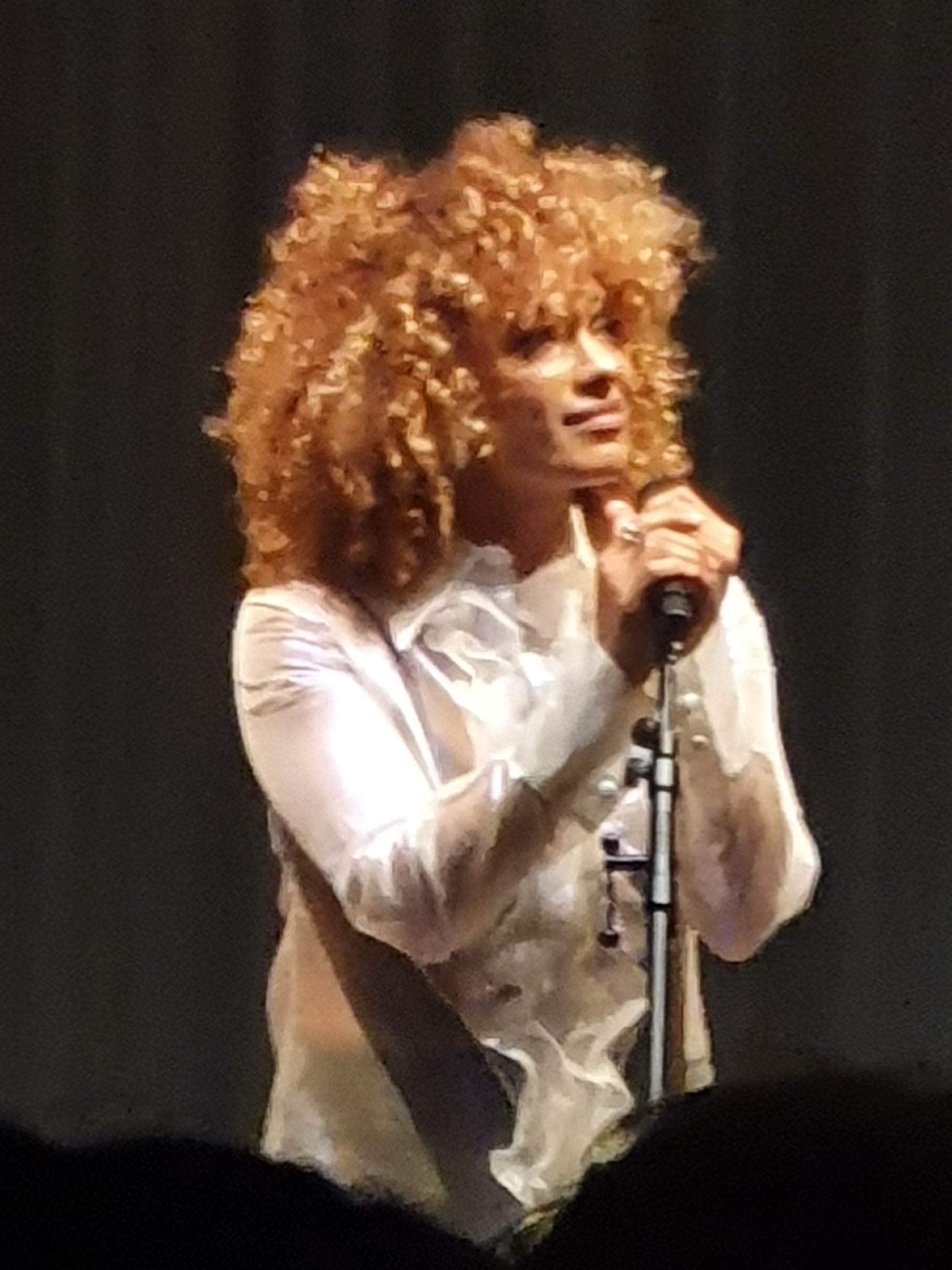
Starley Hope (2019)

Starley Hope (* 3. Oktober 1987 in Sydney, New South Wales), bekannt unter ihrem Künstlernamen Starley, ist eine australische Singer-Songwriterin. Bekanntheit erlangte sie mit dem Lied Call on Me, das sich in den Top 10 der deutschen Singlecharts platzierte.

## Biografie
Starley hat sowohl australische als auch mauritische Wurzeln. Die aus Sydney stammende Sängerin zog mit 21 Jahren nach London, um ihre Songschreiberfähigkeiten zu erweitern. Sie arbeitete mit vielen verschiedenen Musikproduzenten zusammen und zog dann zurück nach Australien, um eigene Lieder zu schreiben. Dort unterzeichnete sie einen Plattenvertrag mit dem Label Tinted Records und erhielt einen Vertrag mit dem Sony-Sublabel Epic Records.
Starley war erstmals im April 2016 auf der Single Into You von Odd Mob zu hören, die auf Platz eins der australischen Dance-Charts rückte. Im Juli 2016 erschien ihr Lied Call on Me als Single. Der australische DJ Ryan Riback produzierte einen Remix zu Call on Me, der im Oktober 2016 als Einzeltrack veröffentlicht wurde. Bei Spotify verzeichnet dieser über 60 Millionen Streams und verhalf dem Lied zu weltweiter Bekanntheit. Ende 2016 erreichte der Song in den Single-Charts vieler europäischer Länder die Top-10, eine Nummer-eins-Platzierung gelang in den schwedischen Single-Charts.

## Diskografie

### Studioalben
- 2020: One of One

### Singles
| Jahr | Titel Album           | Höchstplatzierung, Gesamtwochen, AuszeichnungChartplatzierungen (Jahr, Titel, Album, Platzierungen, Wochen, Auszeichnungen, Anmerkungen) | Höchstplatzierung, Gesamtwochen, AuszeichnungChartplatzierungen (Jahr, Titel, Album, Platzierungen, Wochen, Auszeichnungen, Anmerkungen) | Höchstplatzierung, Gesamtwochen, AuszeichnungChartplatzierungen (Jahr, Titel, Album, Platzierungen, Wochen, Auszeichnungen, Anmerkungen) | Höchstplatzierung, Gesamtwochen, AuszeichnungChartplatzierungen (Jahr, Titel, Album, Platzierungen, Wochen, Auszeichnungen, Anmerkungen) | Höchstplatzierung, Gesamtwochen, AuszeichnungChartplatzierungen (Jahr, Titel, Album, Platzierungen, Wochen, Auszeichnungen, Anmerkungen) | Höchstplatzierung, Gesamtwochen, AuszeichnungChartplatzierungen (Jahr, Titel, Album, Platzierungen, Wochen, Auszeichnungen, Anmerkungen) | Höchstplatzierung, Gesamtwochen, AuszeichnungChartplatzierungen (Jahr, Titel, Album, Platzierungen, Wochen, Auszeichnungen, Anmerkungen) | Anmerkungen                                               |
| Jahr | Titel Album           | DE | AT | CH | UK | US | AU | NZ | Anmerkungen                                               |
| ---- | --------------------- | --- | --- | --- | --- | --- | --- | --- | --------------------------------------------------------- |
| 2016 | Call on Me One of One | DE7 ×3Dreifachgold · (37 Wo.)DE | AT7 (35 Wo.)AT | CH8 (40 Wo.)CH | UK6 ×2Doppelplatin · (33 Wo.)UK | US65 Platin · (18 Wo.)US | AU8 ×4Vierfachplatin · (26 Wo.)AU | NZ8 ×4Vierfachplatin · (24 Wo.)NZ | Erstveröffentlichung: 29. Juli 2016 Verkäufe: + 2.695.000 |

Weitere Singles
- 2017: Touch Me
- 2017: Been Meaning to Tell You
- 2018: Love Is Love
- 2018: Signs
- 2019: Lovers + Strangers
- 2020: Arms Around Me
- 2020: Let Me In
- 2020: Better with U
- 2022: I Just Want Your Touch (mit Jolyon Petch)

Gastbeiträge
- 2016: Into You (Odd Mob feat. Starley)
- 2018: Down Easy (Showtek & MOTi feat. Starley & Wyclef Jean)

## Auszeichnungen für Musikverkäufe
| Goldene Schallplatte - Spanien - 2017: für die Single Call on Me 2× Platin-Schallplatte - Belgien - 2017: für die Single Call on Me - Dänemark - 2019: für die Single Call on Me - Italien - 2017: für die Single Call on Me | 3× Platin-Schallplatte - Kanada - 2018: für die Single Call on Me 5× Platin-Schallplatte - Schweden - 2017: für die Single Call on Me Diamantene Schallplatte - Frankreich - 2017: für die Single Call on Me |

Anmerkung: Auszeichnungen in Ländern aus den Charttabellen bzw. Chartboxen sind in ebendiesen zu finden.
| Land/RegionAuszeichnungen für Musikverkäufe (Land/Region, Auszeichnungen, Verkäufe, Quellen) | Gold     | Platin       | Diamant  | Verkäufe  | Quellen              |
| -------------------------------------------------------------------------------------------- | -------- | ------------ | -------- | --------- | -------------------- |
| Australien (ARIA)                                                                            | —        | 4× Platin4   | —        | 280.000   | aria.com.au          |
| Belgien (BRMA)                                                                               | —        | 2× Platin2   | —        | 60.000    | ultratop.be          |
| Dänemark (IFPI)                                                                              | —        | 2× Platin2   | —        | 180.000   | ifpi.dk              |
| Deutschland (BVMI)                                                                           | Gold1    | Platin1      | —        | 600.000   | musikindustrie.de    |
| Frankreich (SNEP)                                                                            | —        | —            | Diamant1 | 250.000   | snepmusique.com      |
| Italien (FIMI)                                                                               | —        | 2× Platin2   | —        | 100.000   | fimi.it              |
| Kanada (MC)                                                                                  | —        | 3× Platin3   | —        | 240.000   | musiccanada.com      |
| Neuseeland (RMNZ)                                                                            | —        | 4× Platin4   | —        | 120.000   | radioscope.co.nz     |
| Schweden (IFPI)                                                                              | —        | 5× Platin5   | —        | 200.000   | sverigetopplistan.se |
| Spanien (Promusicae)                                                                         | Gold1    | —            | —        | 20.000    | elportaldemusica.es  |
| Vereinigte Staaten (RIAA)                                                                    | —        | Platin1      | —        | 1.000.000 | riaa.com             |
| Vereinigtes Königreich (BPI)                                                                 | —        | 2× Platin2   | —        | 1.200.000 | bpi.co.uk            |
| Insgesamt                                                                                    | 2× Gold2 | 26× Platin26 | Diamant1 |           |                      |